# Scottish Claymores
Scottish Claymores fu una società britannica di football americano di Glasgow (originariamente Edimburgo) in Scozia.

## Storia
La squadra è stata fondata nel 1991 e ha chiuso nel 2004; ha vinto un World Bowl.

## Palmarès
- 1 World Bowl (1996)